# 确旦错
确旦错（藏語：མཆོད་རྟེན་མཚོ།，威利转写：mchod rten mtsho，THL：Chöten Tso）位于中国西藏自治区那曲市尼玛县境内，地处尼玛县北部，因位于确旦日山西麓而得名。湖面海拔4867米，面积36.4平方公里。湖区气候寒冷干燥，年均气温-6℃，年均降水100～150毫米。湖水主要依靠泉水补给，集水区面积719.6平方公里，补给系数19.8。